# Carolin Nytra
Carolin Dietrich (dekliški priimek Nytra), nemška atletinja, * 26. februar 1985, Hamburg, Zahodna Nemčija.
Nastopila je na poletnih olimpijskih igrah v letih 2008 in 2012, obakrat se je uvrstila v polfinale teka na 100 m z ovirami. Na evropskih prvenstvih je osvojila bronasto medaljo v isti disciplini leta 2010, na evropskih dvoranskih prvenstvih pa naslov prvakinje v teku na 60 m z ovirami leta 2011.